# Ото Нојрат
Ото Нојрат (Беч, 10. децембар 1882 – 22. децембар 1945) био је аустријски филозоф науке, социолог и политички економиста. Пре него што је напустио своју домовину 1934. године, Нојрат је био једна од водећих фигура Бечког круга.

## Биографија
Нојрат је рођен у Бечу, као син Вилхајма Нојрата (1840-1901), познатог политичког економисте тог времена. Хелена Мигерка, писац, је била његова рођака. Студирао је математику у Бечу и добио диплому доктора наука на одељењу политичких наука и статистике на Универзитету у Берлину.
Оженио се Аном Шапире 1907. године. Она је умрла на порођају (родивши Пола Нојрата) 1911. године, а он се оженио блиском пријатељицом, математичарком и филозофичарком, Олгом Хан. Због тога што му је жена била слепа и избијања рата, његов син, Пол Нојрат, је послат у дечији дом изван Беча, где је Нојратова мајка живела, а вратио се да живи са родитељима када је имао девет година.    
Нојрат је предавао политичку економију на Neue Wiener Handelsakademie (Нови факултет трговине, Беч), док рат није плануо. Потом је руководио одељењем за ратну економију у министарству одбране. 1917. године постаје директор  Deutsches Kriegswirtschaftsmuseum (Немачки Музеј ратне економије, касније Deutsches Wirtschaftsmuseum) у Лајпцигу. Овде је радио са Волфганом Шуманом, познатом из Dürerbund за које је Нојрат написао много чланака. Током политичке кризе која је довела до примирја, Шуман га позива да разради план за социјализацију у Саксонији. Нојрат се придружује Социјалдемократској партији 1918-19. и води канцеларију за централно економско планирање у Минхену. Када је Баварска Совјетска Република поражена, Нојрат је ухапшен, али је враћен у Аустрију након интервенције од стране аустријске владе. Док је био у затвору, написао је Анти-Спенглер, критички напад на дело Освалда Спенглера- Пропаст Запада.
У Бечу, придружио се социјалдемократама и постао секретар аустријског Удружења за насеља и мале баште (Verband für Siedlungs-und Kleingartenwesen), више самосталних група које су својим члановима обезбеђивале место становања и баште. 1923. године, основао је нови музеј за становање и урбанизам који се звао Siedlungsmuseum. 1925. године, преименовао га је у Gesellschafts- und Wirtschaftsmuseum у Бечу  (Музеј заједнице и економије у Бечу) и основао сопствено удружење са том наменом, чији чланови су били администрација града Беча, синдикати, радничка комора и банка радника, а чији је први поборник био тадашњи градоначелник, Карл Сајц. Јулиус Тандлер, градски саветник за заштиту и здравље, био је члан првог одбора музеја, заједно са другим социјалдемократама. Музеј је добио изложбене просторије у зградама Градске управе, најистакнутија је била Народна сала у Скупштини града. Да би музеј био свима разумљив, Нојрат је радио на графичком дизајну и виртуелној едукацији. Са илустратором Герд Арнцом и Мари Рајдмајстер ( којом ће се оженити 1941. године), Нојрат је створио Изотип, представљање квантитативних информација уз помоћ једноставних икона. На међународној конвенцији урбаниста, Нојрат је презентовао и промовисао ово средство комуникације. 
Током 1920-их, Нојрат је такође постао ватрени логички позитивиста и био главни аутор манифеста Бечког круга. Он је био главни покретач покрета Уједињене науке и Интернационалне енциклопедије обједињене науке. Током 1930-их почео је да промовише Изотип као интернационални сликовни језик, повезујући га са образовањем одраслих и интернационалном страшћу према новим и вештачким језицима, иако је у разговорима и представљањима нагласио да он није намењен да буде самосталан језик и да је ограничен у смислу комуникације.

## 1934—40: Изгнанство у Холандију
Током аустријског грађанског рата 1934. године, Нојрат је радио у Москви. . Очекујући проблеме, он је тражио шифровану поруку у случају да је превише опасно да се врати у Аустрију. Као што је Мари Рајдмајстер касније рекла, након што је примио телеграм у којем је писало Карнап те чека, Нојрат је одабрао да одпутује у Хаг, у Холандију, уместо у Беч, где би могао да настави свој међународни рад. Придружио му се Арнц након што су се афере у Бечу разрешиле најбоље што су могле. Његова жена је такође дошла у Холандију, где је и умрла 1937. године.  

## 1940—5: Изгнанство на Британска острва
Након Луфтваф бомбардовања Ротердама, он и Мари Рајдмајстер одлетели су у Енглеску прелазећи Ламанш са другим избеглицама у отвореном чамцу. Он и Рајдмајстер су се венчали 1941. године, након периода стажирања на острву Мен (Нојрат је био у Ончен кампу). У Енглеској, он и његова жена основали су Изотип институт у Оксфорду, затим су затражили од Нојрата да саветује планирани поновни развој сиротињског краја Билстон, близу Волверхемптона, и да дизајнира Изотипне карте за исти. 
Нојрат умире, изненада и неочекивано, у децембру 1945. године. Након његове смрти, Мари Нојрат је наставила посао Изотип института, објављјући Нојратове рукописе постхумно, завршавајући пројекте које је он започео и пишући многе дечије књиге користећи Изотип систем, до своје смрти 1980-их. 

## Посао
Већина дела које је написао, или су о самом Нојрату, је и даље доступно само у Немачкој. Међутим он је такође писао на енглеском, користећи Огденов Основни Енлески. Његови научни списи чувају се у Noord-Hollands Archief  (Северно- холандска архива) у Харлему; Отоова и Марина Изотипна колекција налази се на одељењу за типографију и графичку комуникацију на Универзтитету у Ридингу у Енглеској. 

### Филозофија науке и језика
Један од Нојратових каснијих и најбитнијих радова, Физикализам, комплетно је трансформисао природу логичко-позитивистичке расправе програма уједињавања наука. Нојрат описује и објашњава његове тачке слагања са генералним принципима позитивистичког програма и његових концептуалних основа: 
- изградња универзалног сустема који би обухватао сва знања добијена уз помоћ разних наука, и
- апсолутно одбацивање метафизике, у смислу исказа које није могуће превести у проверљиве научне чињенице

Он затим одбацује позитивистичи третман језика уопштено и, конкретно, неке од Витгенштајнових раних фундаменталних идеја. 

Прво, Нојрат одбацује изоморфизам између језика и реалности као бескорисну метафизичку спекулацију која би довела до потребе за објашњењем како речи и реченице представљају спољашњи свет. Уместо тога, Нојрат предлаже да се језик и реалност преклапају— да се стварност састоји од свеукупних верификованих исказа у језику, и истина исказа, и "истина" реченице зависи од њене везе са свим већ потврђеним исказима. Ако реченица не успе да се сложи са свим већ потврђеним исказима, или је реченица нетачна, или се искази морају изменити. Он је на овај начин посматрао истину као кохерентност језичких тврдњи, а није је повезао са чињеницама или другим ентитетима у свету.  Осим тога, критеријум верификације је да се примени на систем у целини, а не на појединачне реченице. Ове идеје обликовале су холистички верификационизам Биларда Ван Ормен  Квина. Квиново дело Реч и објекат прославило је Нојратову аналогију која упоређује холистичку природу језика и научну верификацију са градњом брода који је већ на мору:

Ми смо као морепловци на отвореном мору који морају да реконструишу свој брод али никада не могу да почну из почетка, од дна. Тамо где је греда оштећена мора се одмах ставити нова, а за то се користи брод као подршка. На овај начин, коришћењем старих греда и дрвета брод се може потпуно обновити, али само постепеном реконструкцијом. 

Станович говори о овој метафори и упућује на њу као  "Neurathian bootstrap".
Нојрат је такође одбацио идеју да наука треба бити реконструисана у смислу чулних података, јер су чулна искуства сувише субјективна да би се на њима конструисала валидна основа за реконструкцију науке. Стога је феноменолошки језик који је највећи део позитивиста и даље истицао требало да буде замењен језиком математичке физике. Ово ће обезбедити потребне објективне формулације, због тога што се заснива на просторно- временским координатама.  Овакав физикалистички приступ науци олакшао би елиминацију сваког преосталог елемента метафизике јер би допустио свођење на систем тврдњи које су повезане са физичким чињеницама.
Коначно, Нојрат је указао да, с обзиром да је језик физички систем, јер је састављен од уређеног низа звукова и симбола, он способан да опише сопствену структуру без контрадикције. 
Ове идеје помогле су формирању основе за врсту физикализма која остаје у доминантној позицији у метафизици и посебно филозофији ума. 

## Издања
Ото Нојрат написао неколико књига и чланака. Књиге су (избор):
- Serbiens Erfolge im Balkankriege : eine wirtschaftliche und soziale Studie. 1913.. Wien : Manz.
- Anti-Spengler. 1921.. München, G.D.W. Callwey.
- Antike Wirtschaftsgeschichte. 1926.. Leipzig, Berlin : B. G. Teubner.
- Lebensgestaltung und Klassenkampf. 1928.. Berlin : E. Laub.
- Einheitswissenschaft und Psychologie. 1933.. Wien.
- International Picture Language; the First Rules of Isotype. 1936.. London : K. Paul, Trench, Trubner & co., ltd., 1936
- Basic by Isotype. 1937.. London, K. Paul, Trench, Trubner & co., ltd.
- Modern Man in the Making. 1939.. Alfred A. Knopf
- Foundations of the Social Sciences. University of Chicago Press. 1944.
- International Encyclopedia of Unified Science. University of Chicago Press.. With Rudolf Carnap, and Charles W. Morris (eds.).
- Philosophical Papers. 1946., 1913–1946. Marie Neurath and Robert Cohen, with Carolyn R. Fawcett, eds.
- Empiricism and Sociology. 1973.. Marie Neurath and Robert Cohen, eds. Са одабраним биографским и аутобиографским скицама које су урадили Попер и Карнап. Укључује скраћени превод "Анти-Спенглера".

Изабрани чланци:
- 1912. The problem of the pleasure maximum. In: Cohen and Neurath (eds.) 1983
- 1913. The lost wanderers of Descartes and the auxiliary motive. In: Cohen and Neurath 1983
- 1916. On the classification of systems of hypotheses. In: Cohen and Neurath 1983
- 1919. Through war economy to economy in kind. In: Neurath 1973 (a short fragment only)
- 1920a. Total socialisation. In: Cohen and Uebel 2004
- 1920b. A system of socialisation. In: Cohen and Uebel 2004
- 1928. Personal life and class struggle. In: Neurath 1973
- 1930. Ways of the scientific world-conception. In: Cohen and Neurath 1983
- 1931a. The current growth in global productive capacity. In: Cohen and Uebel 2004
- 1931b. Empirical sociology. In: Neurath 1973
- 1931c. „Physikalismus”. 1931. стр. 297—303. Недостаје или је празан параметар |title= (помоћ); Спољашња веза у |chapter= (помоћ). In: Scientia : rivista internazionale di sintesi scientifica, 50,
- Protokollsätze. 1932. (Protocol statements).In: Erkenntnis, Vol. 3. Repr.: Cohen and Neurath 1983
- 1935a. Pseudorationalism of falsification. In: Cohen and Neurath 1983
- 1935b. The unity of science as a task. In: Cohen and Neurath 1983
- „Die neue enzyklopaedie des wissenschaftlichen empirismus”. 1937. стр. 309—320. Недостаје или је празан параметар |title= (помоћ); Спољашња веза у |chapter= (помоћ). In: Scientia : rivista internazionale di sintesi scientifica, 62, (1937)
- 1938 'The Departmentalization of Unified Science', Erkenntnis VII. стр. 240–46
- 1940. Argumentation and action. The Otto Neurath Nachlass in Haarlem 198 K.41
- 1941. The danger of careless terminology. In: The New Era. 22: 145—50. Недостаје или је празан параметар |title= (помоћ)
- 1942. International planning for freedom. In: Neurath 1973
- 1943. Planning or managerial revolution. (Review of J. Burnham, The Managerial Revolution). The New Commonwealth 148–54
- 1943–5. Neurath–Carnap correspondence, 1943–1945. The Otto Neurath Nachlass in Haarlem, 223
- 1944b. Ways of life in a world community. The London Quarterly of World Affairs, 29–32
- 1945a. Physicalism, planning and the social sciences: bricks prepared for a discussion v. Hayek. 26 July 1945. The Otto Neurath Nachlass in Haarlem 202 K.56
- 1945b. Neurath–Hayek correspondence, 1945. The Otto Neurath Nachlass in Haarlem 243
- 1945c. Alternatives to market competition. (Review of F. Hayek, The Road to Serfdom). The London Quarterly of World Affairs 121–2
- 1946a. The orchestration of the sciences by the encyclopedism of logical empiricism. In: Cohen and. Neurath 1983
- 1946b. After six years. In: Synthese. 5: 77—82. Недостаје или је празан параметар |title= (помоћ)
- 1946c. The orchestration of the sciences by the encyclopedism of logical empiricism. In: Cohen and. Neurath 1983
- From Hieroglyphics to Isotypes. 1946.. Nicholson and Watson. Excerpts. Rotha (1946) claims that this is in part Neurath's autobiography.